# Carmelo Caristia
Carmelo Caristia (Caltagirone, 1º settembre 1881 – Catania, 18 settembre 1969) è stato un costituzionalista e politico italiano.

## Biografia
Professore universitario dal 1924, insegnò dapprima diritto pubblico, poi (dal 1927) diritto costituzionale all'Università di Catania. Membro del Partito Popolare Italiano, dopo la caduta del fascismo fu deputato per la Democrazia Cristiana all'Assemblea costituente, poi senatore (1948-63).

## Opere
- Il diritto costituzionale italiano nella dottrina recentissima (1915);
- Diritto, politica e conciliazione fra Chiesa e Stato (1916);
- Il diritto internazionale e la sua crisi (1924);
- Manuale di istituzioni di diritto pubblico (1944);
- Pietro Giannone giureconsulto e politico. Contributo all a storia del giurisdizionalismo italiano, Milano, Giuffrè, 1947;
- Scritti giuridici, storici e politici (2 voll., 1953-55);
- Riflessi politici del giansenismo italiano (1965).